# Glaucopsyche boursini
Glaucopsyche boursini är en fjärilsart som beskrevs av Mezger 1927. Glaucopsyche boursini ingår i släktet Glaucopsyche och familjen juvelvingar. Inga underarter finns listade i Catalogue of Life.